# 티리온
티리온(Tirion)은 《실마릴리온》에 등장하는 장소이다. 발리노르에 속하였으며, 엘다마르의 수도이기도 하다. 펠로리 산맥을 이분하는 칼라키랴의 투나 언덕 위에 세워져 있다. 본래 바냐르와 놀도르가 함께 살던 도시였으나, 바냐르가 떠나고 놀도르만 이곳의 주민으로 남았다. 바냐르가 떠난 이유는 발라와 마이아의 거룩한 영광을 가까이에서 보기 위해서라고 전해지며, 그들은 만웨와 바르다가 거주하는 타니퀘틸 산 정상으로 이주했다고 한다. 놀도르는 홀로 그곳에 남았고 놀도르 대왕 핀웨가 이곳에 있었다.
하지만, 핀웨의 아들이자 실마릴을 만든 페아노르가 동생들과의 반목으로 티리온에서 추방당하자 사랑하는 아들을 내버려 둘 수 없던 핀웨가 아들이 있는 포르메노스로 함께 가게 된다. 이후 모르고스가 발리노르의 두 영생목을 파괴하는 만행을 저지를 때 실마릴이 있던 포르메노스보다는 덜한 피해를 입었다.